# 영양 월잠종택
영양 월잠종택(英陽 月岑宗宅)은 대한민국 경상북도 영양군 일월면 가곡리에 있는 조선시대의 종택이다. 2002년 8월 19일 경상북도의 문화재자료 제430호로 지정되었다.

## 참고 문헌
- 영양월잠종택 - 국가유산청 국가유산포털
- 영양 월잠종택 보관됨 2018-06-12 - 웨이백 머신 - 영양문화관광